# Anton Hiersemann
Anton Hiersemann (* 9. November 1891 in Leipzig; † 23. September 1969 in Stuttgart) war ein deutscher Verleger und Antiquar.

## Leben
Anton Hiersemann war der Sohn des Buchhändlers und Antiquars Karl Wilhelm Hiersemann. Er wurde in Leipzig, Moskau und in den USA zum Buchhändler ausgebildet, unter anderen bei Brentano’s in New York. Im Jahre 1920 trat er in das väterliche Unternehmen ein und betätigte sich auch international erfolgreich als Antiquar. Nach dem Tode seines Vaters 1928 übernahm er das Unternehmen, das die Inflation nach dem Ersten Weltkrieg und die Weltwirtschaftskrise 1930 überstand.
Von 1935 bis 1945 war Anton Hiersemann Schatzmeister des Börsenvereins der Deutschen Buchhändler und Leiter der Fachgruppe Antiquariat in der Abteilung Buchhandel der Reichsschrifttumskammer. Hiersemann war in dieser Zeit in den NS-Kunstraub involviert. 2012 restituierte die Medizinische Universität Wien, Zweigbibliothek für Geschichte fünf Bücher aus der Privatbibliothek Raoul Fernand Jellinek-Mercedes. Die Bücher, die ein entsprechendes Exlibris besaßen, waren 1941 beim Antiquariat Hiersemann erworben worden. Der in Wien lebende Jellinek-Mercedes war seit 1938 als Jude kategorisiert unter massiven Verfolgungsdruck geraten und hatte unter Not seine Bibliothek veräußern müssen. 2013 restituierte auch die Stadtbibliothek Leipzig ein Buch aus der Bibliothek Jellink-Mercedes', das ebenfalls bei Hiersemann gekauft worden war.
Nach dem Ende des Zweiten Weltkriegs blieb Hiersemann zunächst in Leipzig; nach der Enteignung des Unternehmens im Jahre 1950 ging Hiersemann nach Stuttgart, wo er den Verlag neu aufbaute und bis zu seinem Tode leitete, zuletzt unterstützt von seinem Sohn Gerd Hiersemann (1938–2021).